# Отдих
Отдихът е вид дейност през свободното време.
Нуждата от отдих е съществен елемент на човешката биология и психология. Развлекателните дейности често се предприемат за удоволствие и веселие и се считат за забавни.

## Предпоставки
Хората прекарват време си в битови задачи, работи, сън, социални дългове и свободни занимания, като свободното време от предходни ангажименти до физиологични или социални нужди е предпоставка за отдих. Свободното време е нараснало по продължителност за мнозина, а часовете, изразходвани за физическо и икономическо оцеляване са намелели, макар много автори да твърдят, че стресът за съвременния човек се е повишил, тъй като той е зает с прекалено много задачи. Други фактори, които допринасят за ролята на отдиха, са охолството, трендовете сред населението и повишената комерсиализация на предложенията за отдих. Докато едно възприемане е, че свободното време е просто „останало време“ или времето, което не се консумира от жизнените нужди, друго възприемане е, че свободното време е сила, която позволява на индивидите да вземат предвид и да размишляват над ценностите и действителността, което се пропуска покрай активността на ежедневния живот, и следователно е жизненоважен елемент на личностното развитие. Тази посока на мисъл може да се разшири до възгледа, че свободното време е целта на работата и възнаграждение само по себе си, а свободният живот отразява ценностите и характера на държавата. Свободното време се счита за човешко право по силата на Всеобщата декларация за правата на човека.

## Игра, отдих, работа
Отдихът трудно се разграничава от общата концепция за игра, което обикновено е терминът за детски отдих. Децата могат да имитират на игра дейности, които отразяват действителността на живота на възрастните. Счита се, че играта и отдихът са начин за изразяване на излишък от енергия, канализирайки я в социално приемлива дейност, която удовлетворява индивида и обществените нужди, без намесата на задължение и предоставяйки удоволствие за участника. Според традиционните възгледи, работата се поддържа от свободното време, защото то от своя страна е полезно за „презареждане на батериите“, така че се подобрява работната производителност. Работата, която обикновено се върши поради икономическа необходимост и се организира в икономическа рамка, също може да доставя удоволствие и може да бъде самоналожена, като така се разводнява границата с отдиха. Много дейности могат да представляват работа за един човек и отдих за друг, а в индивидуален план отдихът може с времето да стане работа или обратно. Така, музикант, който свири на инструмент, по едно време може да е професия, а по друго време да е отдих. По подобен начин може да е трудно да се разграничи образованието от отдиха, като например в случая на занимателната математика.

## Развлекателни дейности
Отдихът е основна част от човешкия живот и приема най-различни форми, които се образуват естествено чрез индивидуалните интереси или чрез околното социално строителство. Развлекателните дейности може да са обществени или самотни, активни или пасивни, на закрито или на открито, здравословни или вредни, полезни за обществото или в негов ущърб. Значителна част от развлекателните дейности се обозначават като хобита, които са дейности, провеждани редовно за удоволствие. Списъкът с типични дейности може да е почти безкраен, включвайки повечето човешки занимания, като например четене, слушане на музика, гледане на филми или телевизия, лов, спорт, учене и пътуване. Някои видове отдих, като например хазарт или използването на наркотици, може да нарушават социалните норми и законите.
Публичните места като паркове и плажове са особено важни за дейностите за отдих. Туризмът отчита, че много посетители се привличат особено от възможностите за отдих. В подкрепа на дейностите за отдих правителствата има важна роля в създаването, поддържането и организирането на цели индустрии от стоки и услуги. Бизнесът, свързан с отдих, е важен фактор в икономиката. Оценено е, че само секторът за отдих на открито допринася със 730 милиарда долара годишно към американската икономика и генерира 6,5 милиона работни места. Много занимания за отдих се организират, обикновено от публични институции, доброволчески групи, частни групи с потребителска такса и търговски предприятия.

## Здраве и отдих
Отдихът има много ползи за здравето. Терапевтичният отдих се е развил, за да се възползва от тези ефект. Такава терапия се използва в реабилитацията, психиатричните клиники за млади и възрастни, грижите за възрастните, инвалидите или хората с хронични болести. Физичната дейност за отдих е важна за намаляването на наднорменото тегло, риска от остеопороза, и рак, макар не всички заболявания да се намаляват, тъй като отдихът на открито е свързван и с повишен риск от меланома. Екстремните дейности за отдих водят след себе си свои собствени опасности.

## Отдих като кариера
Специалистът по отдих трябва да изпълнява нуждите за отдих на дадена общност или назначената му група. Образователните институции предлагат курсове, които могат да водят до степен бакалавър на управлението на отдиха. Хората с такова образование често работят в паркове или центрове за отдих в градовете по обществени проекти и дейности. Свързването с институции, бюджетирането и оценяването на действащите програми са обичайни работни задължения на професията.

## Други
На отдиха е наречена улица в квартал „Горна баня“ в София (Карта).